# فرودگاه اسکی‌شهر
فرودگاه اسکی‌شهر (به انگلیسی: Eskişehir Airport) (به زبان بومی: Eskişehir Hava Üssü) یک فرودگاه نظامی با کد یاتا ESK است که یک باند فرود آسفالت دارد و طول باند آن ۳۰۵۰ متر است. این فرودگاه در شهر اسکی‌شهر کشور ترکیه قرار دارد و در ارتفاع ۷۸۷ متری از سطح دریا واقع شده است.